# Zachäus

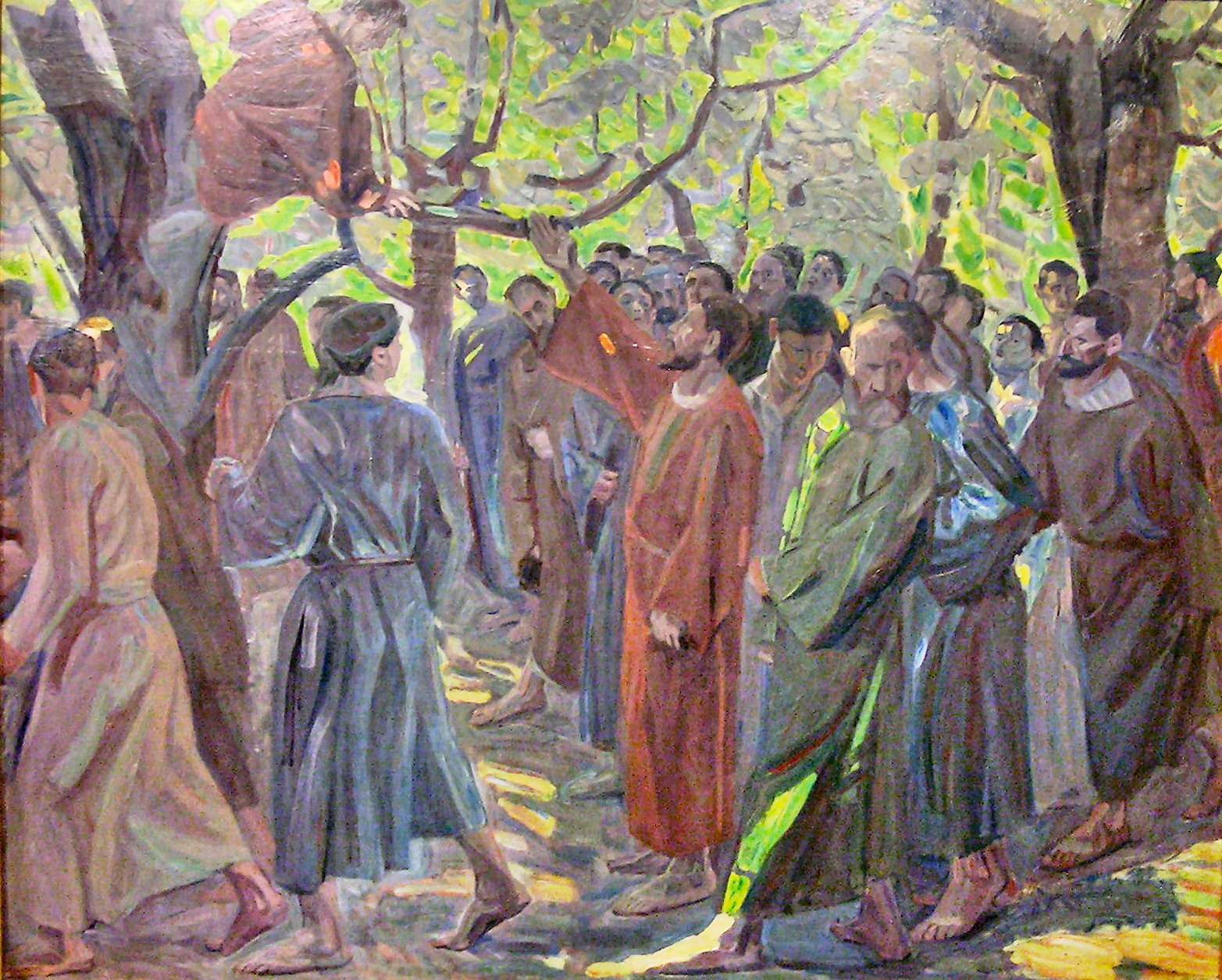
Niels Larsen Stevns: Zachäus (1913)

Zachäus war ein jüdischer Zollpächter aus Jericho. Das Neue Testament der Bibel erzählt von seiner Begegnung mit Jesus von Nazaret.

## Etymologie
Der Personenname Zachäus (altgriechisch Ζακχαῖος Zakchaíos, deutsch ‚Zachaios‘) ist die griechische Form des hebräischen Namens זַכַּי zakkaj. Bei diesem handelt sich um die rudimentäre Kurzform eines Verbalsatznamens, dessen Subjekt (und theophores Element) ausgefallen ist. Das Prädikat leitet sich von der Verbwurzel זכר zkhr, deutsch ‚sich erinnern‘ ab. Der Name lässt sich als „(Gott) hat sich erinnert“ übersetzen. Alternativ kommt eine Ableitung von der Wurzel זכך zkhkh, deutsch ‚unschuldig / rein sein‘ in Frage. Dann handelt es sich um einen Einwortnamen mit der Bedeutung „unschuldig / der Unschuldige“.

## Neutestamentliche Erzählung

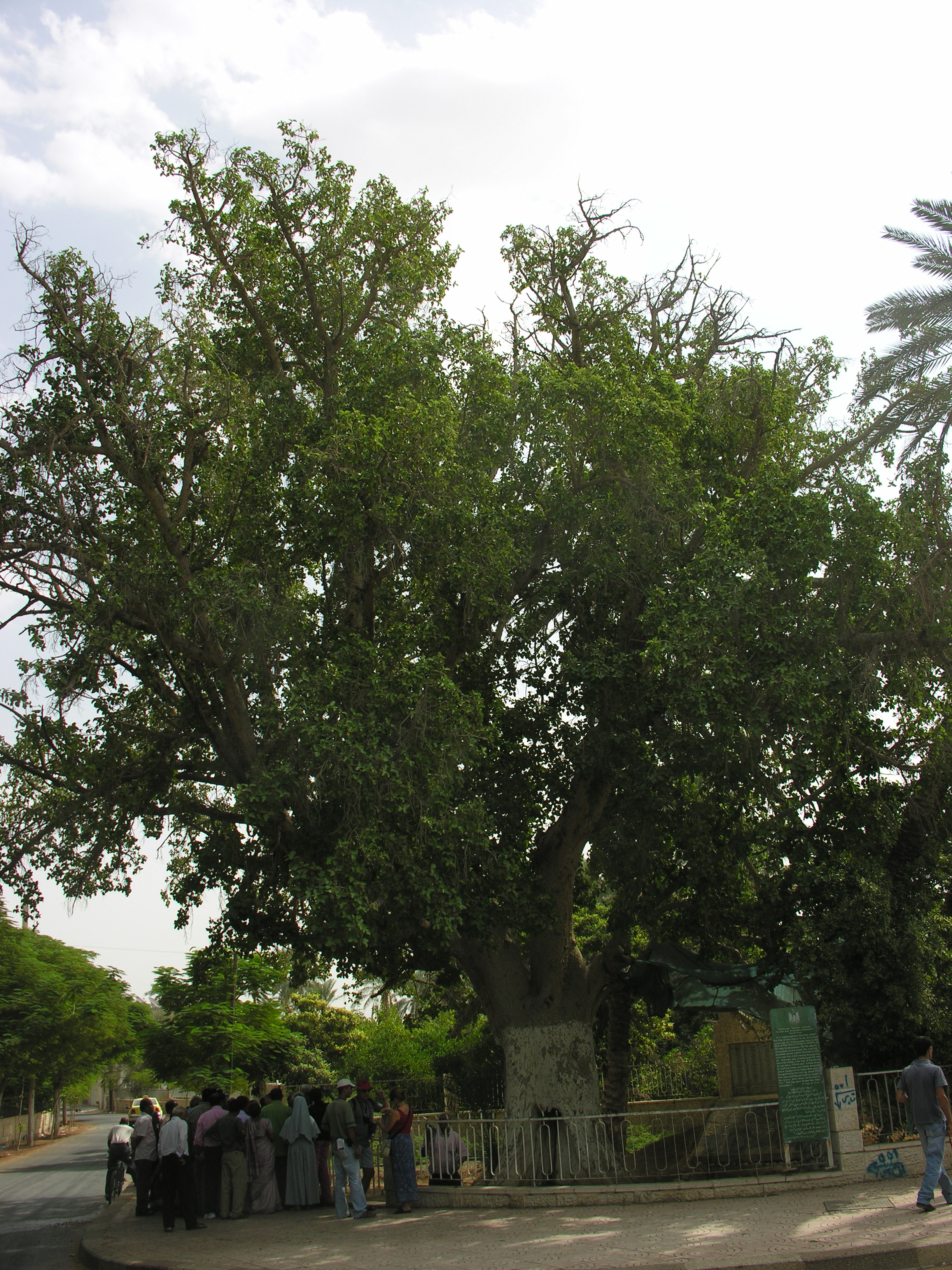
Einer der Bäume in Jericho, auf dem Zachäus angeblich saß

Nach Lk 19,1–10  war Zachäus ein „Oberster der Zöllner“ und „Reicher“. Im Kontrast dazu war er „klein von Gestalt“: Er kletterte auf einen Maulbeerfeigenbaum, um den von einer Volksmenge erwarteten Einzug Jesu in die Stadt beobachten zu können. Völlig überraschend begrüßt Jesus ihn im Vorbeigehen mit seinem Namen und kehrt dann in seinem Haus ein.
Die Zeugen aus der Menge murren darüber: „Bei einem Sünder ist er eingekehrt.“ Aufgrund der Zuwendung Jesu ändert Zachäus sein ganzes bisheriges Leben und gelobt vor Gott, die Hälfte seines Besitzes an die Armen zu geben sowie geraubtes Gut vierfach zu erstatten. Jesus beantwortet dies mit der Heilszusage für seine Familie und bekräftigt:

„Denn auch er ist Abrahams Sohn. Denn der Menschensohn ist gekommen, zu suchen und selig zu machen, was verloren ist.“

Nach neutestamentlichen Apokryphen, die im 4. Jahrhundert in den Apostolischen Konstitutionen zusammengefasst wurden, wurde Zachäus vom Apostel Petrus als erster Bischof von Caesarea Maritima eingesetzt.

## Damaliger sozialer Hintergrund
Diese Episode veranschaulicht einen Grundzug der Verkündigung Jesu, der sich gerade den damals in Israel verachteten Gruppen zuwandte. Zöllner wurden von den Römern eingesetzt (bzw. ersteigerten sich ihr Amt), um Tribute, Abgaben und Steuern von der Bevölkerung einzutreiben. Sie waren als Kollaborateure mit der Besatzungsmacht verhasst und wurden gesellschaftlich isoliert. Sie bestritten ihren eigenen Lebensunterhalt oft durch überhöhte Forderungen und Unterschlagung, um so einen bescheidenen Wohlstand – der damals jedoch weit über dem Durchschnittseinkommen lag und insofern als Reichtum galt – zu erlangen. Dies wiederum verstärkte die Ablehnung im Volk, die sie erfuhren. Auch in religiöser Hinsicht galten sie als Sünder, die mit Raub und Beihilfe zum Raub die Gebot der Tora übertraten und sich am Volk Gottes vergingen.

## Theologische Bedeutung
Jesu unerwartete Hinwendung zu diesem Personenkreis kann als Zeichen für seine gesamte Heilsbotschaft und das Ziel seiner Sendung gelten. Manche Pharisäer lehnten seine Gastmähler mit „Zöllnern und Sündern“ strikt ab. Ihnen gegenüber soll er nach dem älteren Markusevangelium gesagt haben: „Die Starken bedürfen keines Arztes, sondern die Kranken. Ich bin gekommen, die Sünder zu rufen und nicht die Gerechten.“ Damit erklärte er einerseits die anwesenden Pharisäer für ohnehin „gerecht“, andererseits die Reichen für „schwach“.
Dabei gehörte Jesus als mittelloser Wanderprediger aus Galiläa selbst zu den Ärmsten der Armen. Bei seiner Ankunft in Jericho, das auf dem Weg nach Jerusalem lag, hatte er wohl schon einen Ruf als Prophet des Reiches Gottes und Wunderheiler gewonnen, der ihm auch im Südreich Juda vorauseilte. Die Einkehr bei Zachäus zeigt, wie Jesus die „Sünder“ berief: indem er ihre Isolation durchbrach und ihnen als ihr Gast Gottes Gegenwart schenkte.
Der Konflikt zwischen Arm und Reich, den gerade der Evangelist Lukas hervorhebt, wird durch die unerwartete Begegnung zwischen dem Messias der Armen und dem Vertreter der reichen jüdischen Oberschicht, die von der Ausbeutung der armen Mitjuden lebte, überwunden: Der Reiche gibt freiwillig sein geraubtes Gut zurück. Daraufhin nimmt Jesu Heilszusage ihn wieder in das Volk Gottes auf. Damit erfüllte er seine Sendung zu den „verlorenen Schafen des Hauses Israel“ (Mt 10,5 ).
Der Text gehört zu den Stoffen, die nur das Lukasevangelium überliefert (das sogenannte Sondergut) und stellt – ähnlich wie das Gleichnis vom „verlorenen Sohn“ (Lk 15,11–32 ) – ein Grundmotiv der lukanischen Theologie dar. Damit wollte der Verfasser unüberhörbar zugleich die Reichen seiner Gemeinde ermahnen, ebenfalls die Hälfte ihres Besitzes abzugeben.
Das Thema Arm und Reich spielt auch sonst bei Lukas eine große Rolle. So stellt er im Lobgesang der Maria, in der Antrittspredigt Jesu, in seiner Feldrede, in der Lazarusgeschichte u. a. die soziale Gerechtigkeit und Revolution, die der Messias Israels bringen wird, ganz in den Vordergrund. Die Jerusalemer Urgemeinde stellt er als Gütergemeinschaft vor, in der alles allen gehörte (Apg 2,44 f. ): „Sie […] besaßen alles gemeinsam.“ Damit folgten die Urchristen Jesu Ruf an seine Nachfolger, alles aufzugeben.
Doch in der Zachäusgeschichte wird das Gemeineigentum bereits abgeschwächt zum „innergemeindlichen Besitzausgleich“ (Wolfgang Stegemann): Der Reiche sollte nicht mehr alles, sondern nur noch die Hälfte seines Besitzes aufgeben, wenn er Christ wurde. Doch so bewahrten die Christen der zweiten Generation das Ziel einer Überwindung der ungerechten Verhältnisse, die Gottes ganzes Volk spalteten, auch in der Völkermission im Römischen Reich.

## Zachäusfahne
In der römisch-katholischen Liturgie bis 1962 gehörte zur Messfeier am jährlichen Kirchweihfest das Zachäusevangelium wegen des Jesuswortes „Heute muss ich in deinem Haus zu Gast sein“. Am Samstag vor Kirchweih wird in Bayern bis heute bei katholischen Kirchen am Kirchturm eine rote Fahne mit weißem Kreuz aufgehängt, die mit Bezug auf das Evangelium den Namen Zachäusfahne, auch „der Zachäus“, erhielt. Der ätiologischen Legende nach rühren die Farben daher, dass Zachäus beim Aufstieg auf den Feigenbaum seine rote Hose zerriss, worauf ein weißer Hemdzipfel zum Vorschein kam.